# Équipe de France de basket-ball en 2005
Maillots
Actualités
L'équipe de France de basket-ball en 2005 dispute le championnat d'Europe en Serbie-et-Monténégro. Elle y remporte la médaille de bronze.

## Une année en bleu

### Historique
Depuis, 1977, l'équipe de France s'est toujours qualifiée pour le championnat d'Europe et a remporté une médaille d'argent et quatre médailles de bronze depuis ses débuts dans la compétition.
Elle a terminé quatrième lors de la précédente édition de 2003 en Suède. 

### La préparation
L'équipe de France effectue sa préparation par une série de dix matchs amicaux du 16 août au 13 septembre 2005. Elle entame celle-ci par un stage à l'Alpe d'Huez suivi d'une double confrontation face à l'Espagne à Alicante (Espagne) puis d'un tournoi à Istanbul (Turquie) et d'un tournoi à Limoges pour se terminer par un court stage à Milan (Italie).
Les douze joueurs retenus pour le championnat d'Europe sont Mamoutou Diarra, Boris Diaw, Frédéric Fauthoux, Mickaël Gelabale, Sacha Giffa, Cyril Julian, Tony Parker, Florent Piétrus, Mickaël Pietrus, Antoine Rigaudeau, Jérôme Schmitt et Frédéric Weis. En sus de ce groupe, le sélectionneur s'est appuyé sur neuf joueurs supplémentaires lors de la préparation avec Cyril Akpomedah, Yannick Bokolo, Alain Digbeu, Thomas Dubiez, Laurent Foirest, Joseph Gomis, Claude Marquis, Vincent Masingue et Johan Petro.

### Le championnat d'Europe

#### Tirage des poules
La France hérite du groupe C dont les matchs se déroulent à la Hala Pionir de Belgrade en Serbie-et-Monténégro. Elle y affronte la Bosnie-Herzégovine, la Grèce et la Slovénie.

#### Matchs de poules
Le 16 septembre, l'équipe de France affronte la Grèce. Les Grecs mettent une pression défensive constante qui oblige les Bleus à aller le plus souvent au bout des 24 secondes réglementaires pour tirer au panier. Les Français augmenentent eux aussi leur pression défensive mais ont toujours autant de mal à augmenter la marque. La sélection hellénique prend le contrôle de la rencontre et défait les tricolores par 64 à 55.
Le 17 septembre, la France affronte la Bosnie-Herzégovine, autre équipe battue de la première journée du groupe C, faisant de la rencontre une étape essentielle pour les deux formations pour espérer se qualifier pour les quarts de finale. Les trente premières minutes ne permettent pas de départager les deux équipes à la marque. Boris Diaw inflige alors à lui seul un 12-2 à la sélection bosniaque et permet à la France de prendre les devants, bien aidé par Mickaël Piétrus auteur de 22 points. Les tricolores s'imposent 79 à 62.
Le 18 septembre, les Français affrontent la Slovénie sans Mickaël Pietrus, laissé sur le banc. La première mi-temps est à l'avantage des Bleus mais les coéquipiers de Boštjan Nachbar règlent la mire à trois points en deuxième mi-temps pour créer une avance que l'équipe de France ne rattrapera pas. Les Slovènes battent la France par 68 à 58 et s'assurent la première place du groupe. Les Français doivent passer par un match de barrage pour pouvoir se qualifier pour les quarts de finale.
| Groupe C (Belgrade - Hala Pionir) |                    |     |   |   |     |     |      |  |
|                                   | Équipe             | Pts | G | P | PP  | PC  | Diff |  |
| 1                                 | Slovénie           | 6   | 3 | 0 | 210 | 179 |      |  |
| 2                                 | Grèce              | 5   | 2 | 1 | 187 | 168 |      |  |
| 3                                 | France             | 4   | 1 | 2 | 187 | 194 |      |  |
| 4                                 | Bosnie-Herzégovine | 3   | 0 | 3 | 177 | 220 |      |  |

| Légende :                                         |
| - Qualification directe pour les quarts de finale |
| - Qualification pour les matchs de barrage        |

#### Match de barrage
Le 20 septembre, la France affronte l'hôte de la compétition, la Serbie-et-Monténégro à Novi Sad, dans un match à élimination directe pour la qualification des quarts de finale. Antoine Rigaudeau et Boris Diaw montrent le chemin des filets pour les Français. Mais les Serbes ont du répondant et leurs joueurs extérieurs avec Vladimir Radmanović font la différence par leurs tirs à trois points sur le deuxième quart temps (35-44 à la mi-temps). Au retour des vestiaires, les Bleus parviennent à refaire leur retard, mais la sélection Plavi parvient alors à recréer un écart important. La sélection française, dans le sillage d'un bon Mickaël Gelabale, revient au score et prend même l'avantage sur un panier de Tony Parker en début de quatrième quart temps. La fin du match est tendue et ce sont les Français qui tiennent le mieux le choc battant la Serbie par 74 à 71 et se qualifiant pour les quarts de finale.

#### Le quart de finale
La France affronte la Lituanie, tenante du titre, le 22 septembre au sein de la Belgrade Arena. La Lituanie a terminé première du groupe B avec trois victoires en autant de matchs. Le début du match est à l'avantage des Français qui imposent une défense de fer aux joueurs baltes et atteignent la mi-temps avec un score flatteur de 32 à 16. Les Bleus parviennent à maintenir l'écart jusqu'à la fin de la rencontre et s'imposent 63 à 47. Cette victoire permet à l'équipe de France d'être qualifiée d'office pour le championnat du monde 2006 au Japon.

#### La demi-finale
Le 24 septembre, la France affronte la Grèce à nouveau en demi-finale de la compétition au sein de la Belgrade Arena. Le match est très serré tout au long de la rencontre avec un mano à mano constant entre les deux formations. Les Français semblent prendre le dessus au cours du quatrième quart temps (51-58 à la 38e minute) mais plusieurs erreurs de jeu et l'adresse des Grecs aux lancers francs permettent à ceux-ci de revenir à la marque et de remporter la victoire sur un tir au buzzer de Dimítris Diamantídis.

#### Match pour la troisième place
Le 25 septembre, la France affronte l'autre perdant des demi-finales qu'est l'Espagne. Celle-ci a battu la France par deux fois lors des matchs de préparation et elle aussi n'a perdu que d'un point sa demi-finale. Après un premier quart temps équilibré (21-21), les Bleus creusent l'écart lors du deuxième quart temps par l'intermédiaire de Boris Diaw. Face à des Espagnols émoussés, les joueurs tricolores continuent à alimenter la table de marque lors du deuxième acte pour finalement s'imposer aisément 98 à 68. La France obtient la médaille de bronze, sa première médaille depuis le championnat d'Europe 1959.
Le 30 septembre, Antoine Rigaudeau, aussi surnommé « Le Roi », annonce sa retraite sportive à la suite de la compétition et ce malgré une année de contrat restante avec son club du Pamesa Valencia.

## Calendrier
Le calendrier de la préparation établi par la Fédération française est le suivant :
| Date                                                                    | Lieu        | Adversaire           | Score   | Compétition      | Meilleur marqueur (France)    |
| ----------------------------------------------------------------------- | ----------- | -------------------- | ------- | ---------------- | ----------------------------- |
| Stage à l'Alpe d'Huez (6 au 20 août)                                    |             |                      |         |                  |                               |
| 16 août 2005                                                            | Alpe d'Huez | Belgique             | V 74-56 | A                | Mickaël Piétrus (14 points)   |
| Stage à Alicante, Espagne (25 au 28 août)                               |             |                      |         |                  |                               |
| 27 août 2005                                                            | Alicante    | Espagne              | D 95-84 | A                | Vincent Masingue (12 points)  |
| 28 août 2005                                                            | Alicante    | Espagne              | D 94-88 | A                | Mickaël Piétrus (23 points)   |
| Tournoi à Istanbul, Turquie (29 août au 4 septembre)                    |             |                      |         |                  |                               |
| 30 août 2005                                                            | Istanbul    | Turquie              | D 93-85 | A                | Boris Diaw (25 points)        |
| 1er septembre 2005                                                      | Istanbul    | Russie               | D 73-69 | A                | Boris Diaw (17 points)        |
| 2 septembre 2005                                                        | Istanbul    | Serbie-et-Monténégro | D 72-99 | A                | Mickaël Piétrus (18 points)   |
| Tournoi de Limoges (8 au 10 septembre)                                  |             |                      |         |                  |                               |
| 8 septembre 2005                                                        | Limoges     | Ukraine              | V 96-83 | A                | Tony Parker (22 points)       |
| 9 septembre 2005                                                        | Limoges     | Bulgarie             | V 98-59 | A                | Mickaël Piétrus (23 points)   |
| 10 septembre 2005                                                       | Limoges     | Turquie              | V 75-56 | A                | Tony Parker (20 points)       |
| Stage à Milan, Italie (12 au 14 septembre)                              |             |                      |         |                  |                               |
| 13 septembre 2005                                                       | Milan       | Italie               | V 75-83 | A                | Boris Diaw (19 points)        |
| Championnat d'Europe à Belgrade, Serbie-Monténégro (16 au 25 septembre) |             |                      |         |                  |                               |
| 16 septembre 2005                                                       | Belgrade    | Grèce                | D 64-50 | CE               | Tony Parker (10 points)       |
| 17 septembre 2005                                                       | Belgrade    | Bosnie-Herzégovine   | V 79-62 | CE               | Boris Diaw (23 points)        |
| 18 septembre 2005                                                       | Belgrade    | Slovénie             | V 63-82 | CE               | Boris Diaw (16 points)        |
| 20 septembre 2005                                                       | Novi Sad    | Serbie-et-Monténégro | V 71-74 | CE (barrage)     | Antoine Rigaudeau (14 points) |
| 22 septembre 2005                                                       | Belgrade    | Lituanie             | V 65-82 | CE 1/4 de finale | Boris Diaw (18 points)        |
| 24 septembre 2005                                                       | Belgrade    | Grèce                | D 66-67 | CE 1/2 finale    | Tony Parker (20 points)       |
| 25 septembre 2005                                                       | Belgrade    | Espagne              | V 98-68 | CE 3e place      | Tony Parker (25 points)       |

Légende
- D : Défaite • V : Victoire • ap : Après prolongation
- A : match amical • CE : Championnat d'Europe

## Équipe

### Joueurs
| #  | Poste       | Joueur            | Nombre matchs | Points marqués | Club(s) 2004-2005        |
| -- | ----------- | ----------------- | ------------- | -------------- | ------------------------ |
| 10 | Ailier      | Mamoutou Diarra   | 4             | 2              | Paris Basket Racing      |
| 13 | Ailier      | Boris Diaw        | 7             | 96             | Hawks d'Atlanta          |
| 4  | Meneur      | Frédéric Fauthoux | 4             | 6              | Élan béarnais Pau-Orthez |
| 5  | Ailier      | Mickaël Gelabale  | 7             | 56             | Real Madrid              |
| 15 | Ailier fort | Sacha Giffa       | 5             | 5              | Élan Béarnais Pau-Orthez |
| 7  | Pivot       | Cyril Julian      | 7             | 37             | CB Girona                |
| 9  | Meneur      | Tony Parker       | 7             | 83             | Spurs de San Antonio     |
| 11 | Ailier fort | Florent Piétrus   | 7             | 53             | Unicaja Málaga           |
| 8  | Ailier      | Mickaël Piétrus   | 6             | 69             | Warriors de Golden State |
| 6  | Meneur      | Antoine Rigaudeau | 7             | 55             | Pamesa Valencia          |
| 12 | Pivot       | Jérôme Schmitt    | 6             | 6              | JL Bourg-en-Bresse       |
| 14 | Pivot       | Frédéric Weis     | 7             | 20             | Bilbao Basket            |
| -  | Ailier Fort | Cyril Akpomedah   | -             | -              | Cholet Basket            |
| -  | Arrière     | Yannick Bokolo    | -             | -              | Le Mans Sarthe Basket    |
| -  | Ailier      | Alain Digbeu      | -             | -              | Pallacanestro Varese     |
| -  | Arrière     | Thomas Dubiez     | -             | -              | BCM Gravelines Dunkerque |
| -  | Ailier      | Laurent Foirest   | -             | -              | Élan Béarnais Pau-Orthez |
| -  | Meneur      | Joseph Gomis      | -             | -              | Breogán Lugo             |
| -  | Pivot       | Claude Marquis    | -             | -              | Cholet Basket            |
| -  | Pivot       | Vincent Masingue  | -             | -              | SLUC Nancy               |
| -  | Pivot       | Johan Petro       | -             | -              | Élan Béarnais Pau-Orthez |

Note : Les joueurs surlignés en gris font partie de la pré-sélection de l'équipe de France mais non retenus.
- : Capitaine
- : Joueur blessé

### Encadrement
Claude Bergeaud est l'entraîneur de l'équipe de France. Il est assisté de Jean-Aimé Toupane, entraîneur du Stade clermontois Basket Auvergne, d'Yves Baratet, entraîneur de l'équipe de Valence-sur-Baïse et de Jacques Commères du Centre fédéral de basket-ball.